# Leucania fragilis
Leucania fragilis är en fjärilsart som beskrevs av Butler 1883. Leucania fragilis ingår i släktet Leucania och familjen nattflyn. Inga underarter finns listade i Catalogue of Life.